# I Told You So
‘’’”I Told You So”’’’ es una canción escrita y grabada por el artista country estadounidense Randy Travis, extraído de su álbum de 1988, ‘’Always & Forever’’. Alcanzó el número en las listas country Billboard de Estados Unidos y la lista RPM Country de Canadá. Travis grabó esta canción por primera vez en su álbum de 1983 ‘’Live at the Nashville Palace’’. Se convirtió en un éxito local y una de las canciones más solicitadas de ese año. En 2007, Carrie Underwood realizó una versión de la canción para su álbum de 2007, Carnival Ride. Su versión fue lanzada en febrero de 2009 y fue regrabada y relanzada en marzo como un dueto con Randy Travis. La versión de Underwood a dueto con Travis llegó hasta el número dos en las listas country de Estados Unidos.

## Contenido
“I Told You So” es una canción mid-tempo en la cual el narrador habla de una situación hipotética, preguntando cómo su amante pudo haber reaccionado si él hubiera querido regresar a casa. Él se pregunta si ella le diría que lo ama, o si simplemente se hubiera reído de él y hubiera dicho “Te lo dije” (I Told You So), porque ella ya ha encontrado a alguien más.

## Versión de Randy Travis
Travis grabó la canción por primera vez en su álbum de 1983 ‘’Live at the Nashville Palace’’. Fue un éxito local para él. Travis regrabó la canción para su álbum de 1987 ‘’Always & Forever’’, además de haber sido lanzado como un sencillo. Llegó al número uno en la lista country de Billboard, llegando en junio de 1988 y pasó dos semanas en la cima.

## Versión de Carrie Underwood
Carrie Underwood lanzó una versión de la canción para su álbum de 2007, Carnival Ride. Fue el quinto y último sencillo del álbum. Su versión de la canción fue certificada Oro por la RIAA.

### Recepción de la crítica
Matt Bjorke de Roughstock dijo sobre la canción “una canción más que bienvenida a las listas”. También dijo sobre Underwood que puede que ella “exagere un poco en el coro”, pero que “el resto de la canción no muestra dudas de que será un gran sencillo country.” Kevin K. Coyne de Country Universe le dio a la versión dueto una A, diciendo que por más que sus voces estén más que disparejas, la suavidad de los vocales de Underwood complementa perfectamente la voz sobria de Travis. El crítico de 9513 Brady Vercher le dio al rendimiento de Underwood un “pulgar abajo” diciendo “Cuando canta el coro de la canción es simplemente una mujer cantando. Pero a pesar de eso, la canción no es muy movida”.

## Listas

### Versión de Randy Travis
| Chart (1988)                       | Peak position |
| ---------------------------------- | ------------- |
| Estados Unidos (Hot Country Songs) | 1             |
| Canada Country Tracks (RPM)        | 1             |

### Versión de Carrie Underwood con Randy Travis
| Chart (2009)                       | Peak position |
| ---------------------------------- | ------------- |
| Canadá (Canadian Hot 100)          | 18            |
| Estados Unidos (Billboard Hot 100) | 9             |
| US Billboard Pop 100               | 25            |
| Estados Unidos (Hot Country Songs) | 2             |

### Year-end charts
| Lista (2009)                 | Posición |
| ---------------------------- | -------- |
| US Country Songs (Billboard) | 28       |

### Lanzamientos
| Región         | Fecha               | Formato(s)       | Sello                       |
| -------------- | ------------------- | ---------------- | --------------------------- |
| Noruega        | 16 de marzo de 2009 | Descarga digital | Sony Music/Arista Nashville |
| Estados Unidos | 17 de marzo de 2009 | Airplay          | Arista Nashville            |
| Canadá         | 17 de marzo de 2009 | Airplay          | Sony Music                  |
| Reino Unido    | 17 de marzo de 2009 | Airplay          | Sony Music                  |
| Italia         | 17 de marzo de 2009 | Descarga Digital | Sony Music                  |
| Nueva Zelanda  | 17 de marzo de 2009 | Descarga Digital | Sony Music                  |
| Luxemburgo     | 17 de marzo de 2009 | Descarga Digital | Sony Music                  |
| México         | 17 de marzo de 2009 | Descarga Digital | Sony Music                  |
| Irlanda        | 17 de marzo de 2009 | Descarga Digital | Sony Music                  |
| Dinamarca      | 17 de marzo de 2009 | Descarga Digital | Sony Music                  |
| Holanda        | 17 de marzo de 2009 | Descarga Digital | Sony Music                  |
| Bélgica        | 17 de marzo de 2009 | Descarga Digital | Sony Music                  |
| Grecia         | 17 de marzo de 2009 | Descarga Digital | Sony Music                  |
| Francia        | 17 de marzo de 2009 | Descarga Digital | Sony Music                  |
| España         | 17 de marzo de 2009 | Descarga Digital | Sony Music                  |
| Estados Unidos | 18 de marzo de 2009 | Descarga Digital | Arista Nashville            |
| Canadá         | 18 de marzo de 2009 | Descarga Digital | Sony Music                  |
| Reino Unido    | 18 de marzo de 2009 | Descarga Digital | Sony Music                  |